# حيدر علييف
حيدر علييف (بالأذرية: Heydər Əliyev) هو رئيس أذربيجان الثالث والسابق (1993-2003) عاش (10 مايو 1923 - 12 ديسمبر 2003)، الشخصية السياسية والدولة البارزة لأذربيجان، والزعيم القومي العام الأذربيجاني.

تولى قيادة بلاده على مدى ثلاثة عقود، كان للسكان القائد الوحيد الذي عرفوه والجميع منهم يكنون له الإعجاب والاحترام ويطلقون عليه اسم «الأب».

## حياة

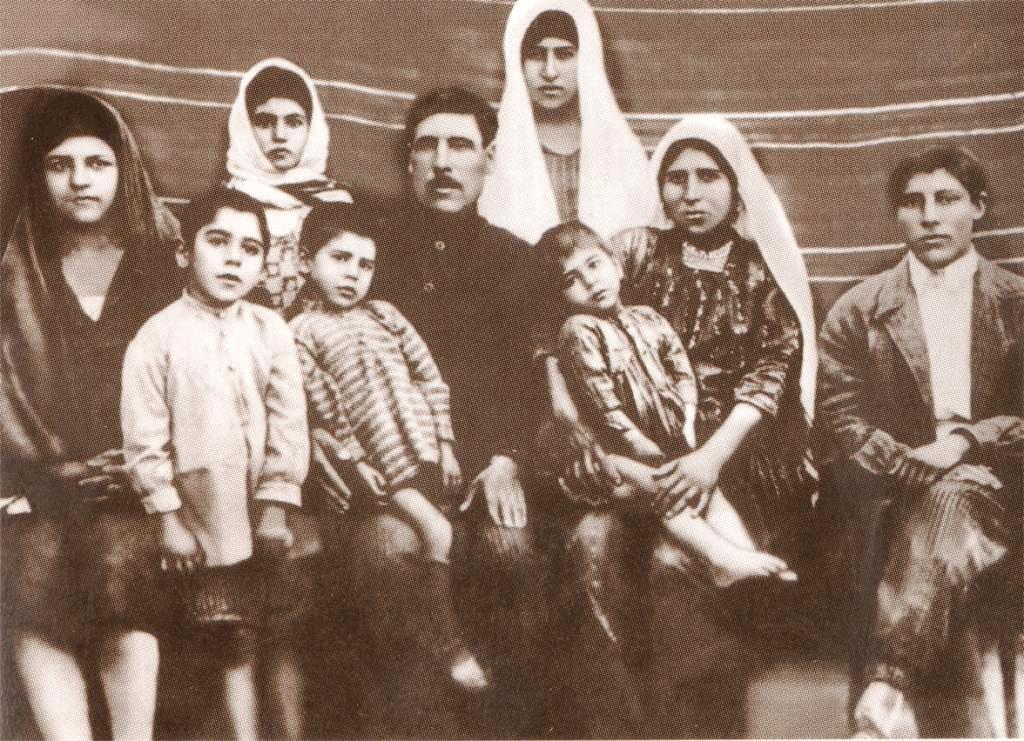
عائلة حيدر علييف (الثاني من اليسار)

ولد علييف عام 1923، وكان جنرالا سابقاً في جهاز الاستخبارات السوفيتي «كي جي بي» وأصبح رئيسا لجمهورية أذربيجان بوصفه أمينا عاما للحزب الشيوعي السوفيتي عن أذربيجان قبل أن يصبح عضوا في المكتب السياسي للحزب. منذ عام 1941 بدأ حيدر علييف يشغل منصب القسم في مفوضية الشعب في الأمور الداخلية لجمهورية ناخجوان الاشتراكية السوفيتية ذات الحكم الذاتي وفي سوفيتيت مفوضي الشعب الموجود فيها.
قد أدلى حيدر علييف بالتصريحات في مقر ممثلية أذربيجان الواقعة في موسكو عقب حدوث المأساة الدموية التي ارتكبتها الجيوش السوفيتية في 20 يناير عام 1990. فطالب عقاب منظمي ومحققي هذه الجريمة المرتكزة ضد الآذربيجانيين. ترك صفوف الحزب الشيوعي للاتحاد السوفيتي في يوليو عام 1991 باعتباره معترضا على السياسة المرائيية لقيادة اتحاد الجمهوريات الاشتراكية السوفيتية تجاه مسالة النزاع الصعب المستعل في قاراباغ الجبلية.
بدأ حيدر علييف يعيش في باكو، ثم في ناخجوان أن بعد عودته إلى أذربيجان في يوليو عام 1990. و انتخب في نفس السنة نائبا للسوفيت الأعلى الأذربيجان. أصبح رئيس للمجلس الأعلى لجمهورية ناخجوان ذات الحكم الذاتي ونائبا لرئيس السوفيت الأعلى لجمهورية أذربيجان خلال أعوام 1991-1993. انتخب حيدر علييف زعيما لحزب أذربيجان الحديثة في موتمر تأسيسه الذي عُقد في مدينة ناخجوان عام 1992. حينما استفحلت الأزمة الحكومية في مايو - يونيو عام 1993 إلى درجة أشرف البلد على اندلاع الحرب الأهليّة وفقد استقلاله نهض الشعب الآذربيجاني. وقام بمطالبة تولّي حيدر علييف مقاليد الحكم. اضطرت قيادة أذربيجان حينذاك إلى دعوة حيدر علييف رسميا إلى باكو . انتخب حيدر علييف في 15 يونيو عام 1993 رئيسا للسوفيت الأعلى لآذربيجان.
وصل علييف إلى السلطة عام 1969 بتوليه منصب السكرتير الأول للحزب الشيوعي الأذربيجاني في البلد الذي كان جمهورية سوفيتية حينذاك. وقد عزله الزعيم السوفيتي ميخائيل غورباتشوف من السلطة في 1986 مع سياسة الانفتاح التي اتبعها غورباتشيوف، لكنه انتخب رئيسا لأذربيجان بعد استقلالها عن الاتحاد السوفيتي في 1993 إثر انقلاب عسكري. وكان حكمه يواجه تهما بالفساد وبالتسلط ولكن شعبيته بين الأذربيجانيين كانت مرتفعة وكان مواطنوه يلقبونه بـ«الأب».
وشرع علييف على الفور في تبنّي اقتصاديات السوق الغربية وحرص على تأكيد التوجه الإسلامي لبلاده متخليا بذلك على كل قيم الشيوعية التي دافع عنها أغلب سنوات عمره.
كان علييف أصيب بوعكة في أبريل 2003 خلال مناسبة نقلها التلفزيون مباشرة، ونقل إلى المستشفى في تركيا ثم إلى مستشفى كليفلاند المتخصص في جراحة القلب بالولايات المتحدة. ولم يظهر في مناسبات علنية منذ شهرين. وتوفي في 18 شوال 1424 (12 ديسمبر 2003) عن عمر يناهز الثمانين في عيادة خاصة في كليفلاند، بسبب اعتلالات في القلب والكليتين.
قال النائب المستقل في البرلمان أنار محمد خانوف إن «موته يأتي وكأن جزءا من أذربيجان اقتطع».
وكان ابنه إلهام علييف قد انتخب رئيساً للبلاد خلفاً له في انتخابات رئاسية نظمت في 15 أكتوبر 2003.

## مواقف
- عمل حيدر علييف رئيسا للإدارة السرية لدائرة المحفوظات في جمهورية ناخشيفان الذاتية الحكم في 1941-1944، ثم رئيسا للإدارة العامة في السوفيت من مفوضي الشعب في جمهورية ناخشيفان ذاتية الحكم. في مايو 1944، تم إرساله للعمل في أجهزة أمن الدولة.
- بعد تخرجه من لجنة أمن الدولة السوفيتية في لينينغراد (الآن سانت بطرسبرغ) في 1949-1950، عُيَّن رئيسا لدائرة لجنة أمن الدولة في جمهورية أذربيجان الاشتراكية السوفيتية في عام 1950.
- في عام 1957 تخرج من قسم المراسلات من كلية التاريخ في جامعة أذربيجان الحكومية (جامعة باكو الحكومية الحالية).
- وفي عام 1958 عُيّن رئيسا لقسم الاستخبارات المضادة في لجنة أمن الدولة في جمهورية أذربيجان الاشتراكية السوفيتية، وفي عام 1964 عُيّن نائبا لرئيس اللجنة الحكومية للأمن القومي.
- في عام 1966 تخرج بنجاح من مدرسة دزرزينسكي الثانوية للإدارة من دتك في موسكو.
- وفي عام 1967، عُيّن رئيسا للجنة أمن الدولة التابعة لمجلس وزراء جمهورية أذربيجان الاشتراكية السوفيتية، وتم ترقيته أيضا إلى منصب اللواء في ذلك العام.
- انتخب حيدر علييف أول سكرتير للجنة المركزية للحزب الشيوعي الآذربيجاني في الجلسة الكاملة للجنة المركزية للحزب الشيوعي الآذربيجاني في 14 يوليو عام 1969.
- وكان حيدر علييف عضواً في مجلس السوفيت الأعلى لجمهورية أذربيجان الاشتراكية السوفيتية ومجلس السوفيت الأعلى للاتحاد السوفيتي لمدة 22 عاما. في 1974-1979، شغل منصب نائب رئيس مجلس الاتحاد للاتحاد السوفيتي الأعلى.
- وقد انتخب حيدر علييف رئيسا لمجلس السوفيت الأعلى لجمهورية أذربيجان في 15 يونيو عام 1993 وبدأ ممارسة سلطاته كرئيس لجمهورية أذربيجان في 24 يونيو.
- وقد رشح ليكون عضواً في المكتب السياسي للجنة المركزية للحزب الشيوعي للاتحاد السوفيتي في عام 1976 وانتخب عضوا في المكتب السياسي في كانون الأول / ديسمبر 1982، وعُيّن النائب الأول لرئيس مجلس اتحاد الجمهوريات الاشتراكية السوفيتية.
- وفي تشرين الأول / أكتوبر 1987 استقال حيدر علييف من منصب سياسي المعارضة والمكتب السياسي للجنة المركزية للحزب الشيوعي في الاتحاد السوفيتي والأمين العام شخصيا ميخائيل غورباتشوف.
- وطالب حيدر علييف بأن يعاقب منظمو ومنفذي الجريمة المرتكبة ضد الشعب الآذربيجاني فيما يتعلق بالمأساة الدموية التي ارتكبتها القوات السوفيتية في باكو في 19 و 20 كانون الثاني / يناير 1990 في المكتب التمثيلي لموسكو في موسكو. وقد غادر الحزب الشيوعي في الاتحاد السوفيتي في تموز / يوليو 1991 كدليل على الاحتجاج على السياسة النفاقية للاتحاد السوفيتي على الصراع الحاد في ناغورني كاراباخ.
- وبعد عودته إلى باكو في 20 يوليو / تموز 1990، غادر حيدر علييف إلى ناخشيفان بعد يومين وأصبح النائب الشعبي لجمهورية أذربيجان الاشتراكية السوفيتية والنائب الشعبي لجمهورية ناخشيفان المستقلة.
- في 3 سبتمبر 1991، انتخب حيدر علييف رئيسا لمجلس السوفيت الأعلى لجمهورية ناخشيفان المستقلة، وكان نائب رئيس مجلس السوفيت الأعلى لجمهورية أذربيجان. وفي هذه الوظيفة عمل حتى عام 1993.
- انتخب حيدر علييف رئيسا للحزب في المؤتمر التأسيسي الذي عقد في مدينة ناخشيفان بحزب أذربيجان الجديد في 21 نوفمبر 1992.
- ومنذ أيار / مايو - حزيران / يونيه 1993، واجه البلد تهديداً بالحرب الأهلية وفقدان الاستقلال، طالب الشعب الأذربيجاني بتوجيه حيدر علييف إلى السلطة واضطرت قيادة البلد إلى دعوته إلى باكو.
- انتخب حيدر علييف رئيسا لمجلس السوفيت الأعلى لجمهورية أذربيجان في 15 يونيو 1993 وبدأ ممارسة صلاحيات رئيس جمهورية أذربيجان في 24 يونيو.
- في 3 أكتوبر 1993، ونتيجة للتصويت على نطاق البلاد، انتخب حيدر علييف رئيسا لجمهورية أذربيجان.
- انتخب رئيسا لجمهورية أذربيجان في 11 أكتوبر 1998، وجمع 76.1٪ من الأصوات في الانتخابات رفيعة المستوى للشعب.
- ورفض حيدر علييف الذي وافق على ترشيح نفسه للانتخابات الرئاسية في 15 أكتوبر / تشرين الأول 2003 ترشيحه لصالح إلهام علييف فيما يتعلق بالمشاكل الصحية.

منح حيدر علييف خمسة أضعاف ترتيب أمر لينين من اتحاد الجمهوريات الاشتراكية السوفيتية، وجائزة ريد ستار والعديد من الميداليات، مرتين نيابة عن بطل العمل الاشتراكي، وكذلك أعلى الجوائز من مختلف البلدان والألقاب الفخرية للجامعات الحجية.

## إصلاحات حيدر إلييف

### الإصلاحات الاقتصادية
وتتمثل الاتجاهات الرئيسية لهذه السياسة في النظام الاقتصادي الذي أنشئ على أساس أشكال مختلفة من الملكية والانتقال إلى اقتصاد السوق والاندماج في الاقتصاد العالمي. ونتيجة لسياسة متسقة وهادفة، أخذ الاقتصاد يتناقص تدريجيا. وهكذا، في التنمية الاقتصادية لأذربيجان، وضعت جوهر المرحلة الجديدة. خلال هذه الفترة نموذجا جديدا - تم إنشاء نموذج أذربيجان مع جوهر الإصلاحات الاقتصادية والتنمية. وتحت قيادة حيدر علييف، تم بنجاح تنفيذ عملية الخصخصة، التي تعد جانبا هاماً من جوانب الإصلاحات الاقتصادية. ومنذ عام 1996، بدأ الناتج المحلي الإجمالي يتزايد عاما بعد عام، وبدأ الانتعاش منذ ذلك العام. وقد أدت الإصلاحات المعقولة في المجال الاقتصادي إلى زيادة ميزانية الدولة عدة مرات. وكانت الزيادة في تكرير النفط، والتعدين، والنجارة، والزجاج، والخزف، وإنتاج الفخار أعلى من ذلك بكثير . وقد تم التخلّي تماما عن اتجاهات الانكماش في مناطق التصنيع الأخرى، جنبا إلى جنب مع الصناعات الاستخراجية، كما تم تطوير القطاع غير النفطي. وبالإضافة إلى تنمية هذه الصناعة، أعطى الزعيم الوطنى اهتماما خاصا لتنمية الزراعة في البلاد. واستقرت أسعار المنتجات الزراعية، وتم القضاء على جميع العقبات في عمليات الاستيراد والتصدير . وبدأت أذربيجان، التي تستورد بعض المنتجات الزراعية الرئيسية من بلدان أجنبية مختلفة لفترة من الوقت، في تصدير منتجاتها إلى الخارج. وفي الفترة 1991-1994، استمر التضخم على مستوى رقم واحد بعد عام 1995، نتيجة للإصلاحات الاقتصادية، مع ارتفاع التضخم إلى نسبة عالية أو حتى أربعة أرقام. وقد ساعدت الإصلاحات في الاقتصاد على تحسين الوضع المالي للبلد وزيادة إيرادات ميزانية الدولة. وفي عام 2002، زادت إيرادات ميزانية الدولة من جميع المصادر بمقدار 85 مرة مقارنة بعام 1993، وبنسبة 72 في المائة من النفقات. وقد وضع صندوق النقد الدولي والبنك الدولي برنامجا خاصا للإصلاحات الاقتصادية في أذربيجان. وأُجريت إصلاحات جذرية ترمي إلى تحرير الاقتصاد تماشياً مع برنامج تحقيق الاستقرار الذي وضع بالتعاون الوثيق مع المؤسسات المالية والائتمانية الدولية. وقد تحقق الاستقرار المالي على مستوى الاقتصاد الكلّي في البلد نتيجة لسياسة نقدية ومالية ضيقة ومرنة، وتحرير الأسعار، والنشاط الاقتصادي الأجنبي، وسوق صرف العملات الأجنبية وجذب رؤوس الأموال الأجنبية. كان معدل النمو الاقتصادي أعلى بكثير من متوسط رابطة الدول المستقلة منذ عام 1995. وتسبب «عقد القرن» في التنمية الاقتصادية السريعة والقوية لأذربيجان. وأدى إطلاق خطوط أنابيب النفط والغاز إلى توسيع اقتصاد البلاد.

### إصلاحات التعليم
وكان أحد الاتجاهات الرئيسية لنشاط حيدر علييف في تطوير تعليمنا الوطني هو بناء مبانٍ مدرسية جديدة، وإشراك الأطفال في سن الدراسة في التعليم، وتنوير التعليم. ونتيجة للاهتمام الخاص الذي يجذب الفتيات الآذربيجانيّات إلى المدارس، ازداد عدد النساء المتعلمات بسرعة. وكانت هناك 770 امرأة من النساء ذوات التعليم العالي والمتوسط في أذربيجان في عام 1978. وكانت هذه علامة على نجاح كبير في زيادة دور المرأة في المجتمع الأذربيجاني في أقرب وقت ممكن. وفي عام 1979، أي بعد عشر سنوات من ولادة حيدر علييف، بلغت نسبة الإلمام بالقراءة والكتابة بين سكان الحضر 100 في المائة، وبلغت نسبة الإلمام بالقراءة والكتابة بين سكان الريف 99 في المائة.ووفقا للبيانات الإحصائية لعام 1980، كان هناك مليون ونصف 400 ألف طالب مسجلين في المدارس الثانوية في الجمهورية. وأولي اهتمام خاص لتدريب المعلمين، وتوفير المدارس الريفية مع مدرسين مؤهلين. وفي آذار / مارس 1998، وقع مرسوما بشأن إنشاء «اللجنة الحكومية المعنية بإصلاح التعليم»، مما خلق عائدا أساسيا على نظام التعليم. وبعد استعادة استقلال أذربيجان من جانب الدولة، كان من بين أخطر المشاكل في مجال التعليم بناء المدارس وإصلاح المدارس الثانوية وتوفير المعدات اللازمة. وألغى حيدر علييف هذه المشكلة من خلال توقيع المرسوم المتعلق «بتحسين نظام التعليم في جمهورية أذربيجان» في 13 يونيو / حزيران 2000. وأرسى هذا المرسوم الأسس اللازمة لتحسين نظام التعليم كثيرًا، وتنظيم مبادئ الإدارة الحديثة، وتكييف نظام التعليم مع المعايير الدولية، والاندماج في نظام التعليم العالمي. وفي أعقاب ذلك، وضع المرسوم المتعلق «بتعزيز القاعدة المادية التقنية للمدارس الشاملة في جمهورية أذربيجان» الأسس لمرحلة جديدة في تحسين بيئة التعليم والتعلم في المدارس.

### والإصلاحات الصحية
حاولت أولاً جذب انتباه الخبراء الأجانب في الطب إلى أذربيجان والتواصل معهم المتخصصين المحليين. وقد أصبح حيدر علييف الذي ينظم المؤتمرات والندوات والمؤتمرات والمؤتمرات الدولية في باكو منذ أواخر الستينيات وأوائل السبعينات من القرن الماضي، لاعبا دوليا في مجال الرعاية الصحية، بما في ذلك العلوم الطبية والتعليم الطبي، وكذلك في جميع المجالات. وتهيئة الظروف المواتية للتنمية المستدامة والمستدامة للمناطق. كان نظام الرعاية الصحية الأذربيجاني، ونظام العلوم الطبية والتعليم الطبي في أذربيجان تحت قيادة حيدر علييف منذ نحو 35 عاما في النصف الثاني من القرن العشرين وأوائل القرن الحادي والعشرين، ونمت إلى مستواها الحالي.

## حزب أذربيجان الجديدة
حزب أذربيجان الجديدة وهو أكبر حزب سياسي في أذربيجان.تأسس الحزب في عام 1992 من قبل حيدر علييف.

## جوائز
1. «النصر على ألمانيا في الحرب الوطنية العظمى من 1941-1945» ميدالية
2. اليوبيل ميدالية «30 عاما من الجيش السوفيتي والبحرية»
3. وسام "القوى العاملة
4. وسام الحرب الوطنية
5. وسام الذكرى «40 عاما من القوات المسلحة للاتحاد السوفيتي»
6. الدرجة الثانية ميدالية «الخدمة الرمزية»
7. بطل العمل الاشتراكي (الاتحاد السوفيتي)
8. وسام لينين
9. جائزة ثورة أكتوبر
10. جائزة النجمة الحمراء

## سياسة البترول
بعد انتخاب حيدر علييف إلى أذربيجان في عام 1969، حدثت تغييرات عميقة في نوعية صناعة تكرير النفط وكذلك في جميع مجالات الحياة الاجتماعية والاقتصادية. ومنذ عام 1969، وكذلك في جميع مجالات الاقتصاد الأذربيجاني، تتسم صناعة النفط والغاز بمستوى عال من التطور الدينامي. وخلال هذه الفترة، تبدأ مرحلة جديدة في تاريخ تطور صناعة النفط والغاز في أذربيجان. في 70-80s، تم إنتاج سفينة رافعة، سفن القوارب، الزلزالية، الركاب وغيرها من أنواع السفن في 75 أنواع من تعزيز صناعة النفط في أذربيجان. ونتيجة لاقتناء رافعة من طراز «أذربيجان» سعة 2500 طن في بحر قزوين، فإن منصات الحفر شبه الغاطسة «شيف» التي تسمح بالعمل في مناطق من نوع بحر قزوين وبعد عمق 200 متر من البحر، اكتشاف رواسب النفط والغاز الغنية في أعماق البحار. ونتيجة لذلك، تم اكتشاف ثمانية حقول جديدة للنفط والغاز مقارنة بنهاية الستينيات من القرن الماضي، وارتفع احتياطي النفط مرتين واحتياطي الغاز ثلاث مرات. وبلغ إجمالي إنتاج النفط والغاز في عام 1975 نحو 27.1 مليون دولار . وقد بلغ عدد منصات الحفر في الثمانينات 11، ونتيجة لاستخدامها، تم اكتشاف الودائع مع احتياطيات النفط الغنية على عمق 80-350 متر عميق. وفي الوقت نفسه، بدأت إعادة بناء مصافي النفط. وقد اتسعت وتيرة التغييرات النوعية التي بدأت في هذا المجال، حيث تم تنفيذ خطة «إعادة صناعة النفط في أذربيجان» على مراحل. على سبيل المثال، في عام 1976، «إلو-أفت-6»، «التحفيز الحفاز» في عام 1980، «كوكينغ النفط» في عام 1986، «الحفاز الحفاز» في عام 1993، أعمال أخرى تحت قيادته في الفترة السوفيتية، فإن الأساس المتين الذي تم إنشاؤه اليوم مكّن من تشكيل صناعة النفط بما يتماشى مع المعايير العالمية في أذربيجان المستقلة. في ذلك الوقت، تم إنشاء 450 مليون دولار في الاتحاد السوفيتي لبناء مصنع معدات أعماق البحار في أذربيجان وباكو. وقد تم صرف الدولار الأمريكي الذي تلقت موسكو مثل هذا التصريح. ويتم تصدير النفط المنتج حاليا إلى الأسواق العالمية على طريقين: ساحل البحر الأسود الروسي عبر نوفوروسيسك عبر ميناء سوبسا الجورجي. قرر حيدر علييف وضع خطين نفطيين. وأدى تنفيذ المشروع الأولي للنفط وتصديره إلى السوق العالمية إلى تهيئة ظروف لتكثيف الأعمال في حقول أذربيجان وشيراغ وغوناشلي وجذب استثمارات جديدة في تنمية الموارد الهيدروكربونية في أذربيجان.
ويمكن رؤية إنجازات «الاستراتيجية النفطية الجديدة» في الاتجاهات التالية.
- توفير إمكانية الوصول السريع إلى شركات الطاقة في العالم من خلال إشراك مشاريع النفط والغاز من أذربيجان وشركات النفط الدولية ودوائر الأعمال الأجنبية والاستثمارات الكبيرة؛ وبوجه عام، تم توقيع 26 عقدا نفطيا مع شركات نفط أجنبية من «عقد القرن» حتى الآن. ونتيجة لهذه الاتفاقات، من المزمع استثمار ما يقرب من 60 بليون دولار في صناعة النفط والغاز في أذربيجان، وهو الضمان الحقيقي للتنمية المستقبلية لجمهورية ناخجوان.
- إنشاء شبكة أنابيب للتصدير لضمان وصول النفط الأذربيجاني مجانا وسريعا إلى السوق العالمية؛
- • جمع وزيادة عائدات النفط من الثروة الوطنية لأذربيجان للأجيال القادمة، باستخدام هذه الإيرادات لأجيال اليوم، مع مراعاة الاحتياجات الاجتماعية الحالية لبلدنا، والتقدم الاقتصادي والاحتياجات الإنمائية؛

## تماثيل حيدر علييف
- تمثال حيدر علييف (باكو، 2005).

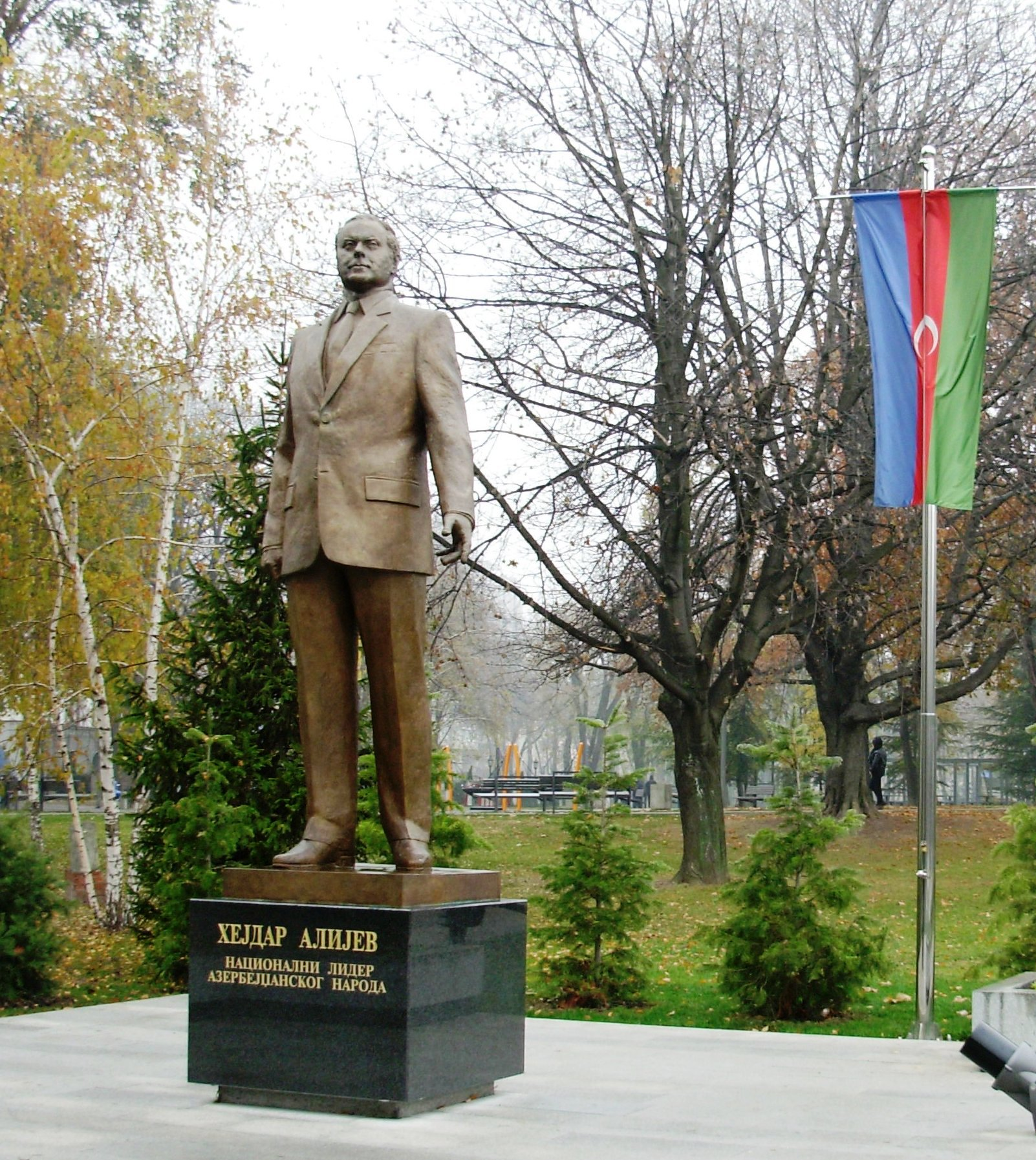
تمثال

- نصب الزعيم الوطني لأذربيجان حيدر علييف (باكو، 2004).
- النصب التذكاري للزعيم القومي حيدر علييف ومجمع الصداقة بين أذربيجان ومصر في قناطر، مدينة كوالاوبيا، مصر - 2008.
- حديقة حيدر علييف والتمثال في منطقة ساريير في إسطنبول، تركيا - 2006.
- تمثال حيدر علييف في حديقة تاشمايدان في بلغراد، صربيا - 2011.

## وفاته

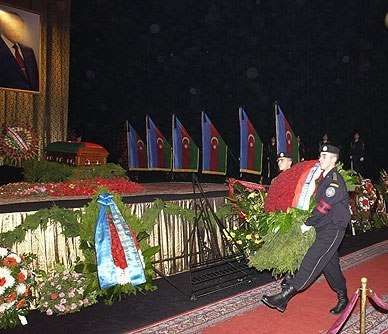
حفل الوداع مع حيدر علييف. 15 ديسمبر 2003، قصر الجمهورية

توفي الرئيس السابق لجمهورية أذربيجان حيدر علييف في سن الثمانين في كليفلاند كلينيك في الولايات المتحدة في 12 ديسمبر 2003 في الساعة 10 صباحا بالتوقيت المحلي. في 13 ديسمبر، وقّع رئيس أذربيجان إلهام علييف مرسوما بشأن إنشاء لجنة الدولة لتنظيم الجنازة. وفي 14 ديسمبر / كانون الأول، أحضر قبر المتوفى إلى باكو. أُقيم حفل الرصيف في 15 ديسمبر 2003 في قصر الجمهورية (حاليا - قصر حيدر علييف) وأذاع على القنوات التلفزيونية الأذربيجانية الرئيسية. حضر الحاضرين الحاليين والسابقين من مختلف الدول الحفل. كما أعرب العديد من رؤساء الدول عن تعازيهم. ودُفن حيدر علييف بجوار زوجته زريفا ألييفا في زقاق الشرف. وأثناء الجنازة، أعطيت نيران المدفعية.

## روابط خارجية
- حيدر علييف على موقع مونزينجر (الألمانية)